# Fundația Sofian
Fundația Sofian este un monument istoric aflat pe teritoriul municipiului Botoșani.